# Mantinge
Mantinge est un village situé dans la commune néerlandaise de Midden-Drenthe, dans la province de Drenthe. Le 1er janvier 2007, le village comptait 191 habitants.